# 해룡로 (여수 순천)
해룡로(Haeryong-ro) 전라남도 여수시 율촌면 율촌면 상봉리교차로에서 순천시 해룡면 월전사거리를 잇는 도로이다.

## 연혁
- 2009년 7월 3일 : 2개 이상 시·군에 걸쳐 있는 광역도로로 해룡로를 고시[1]

## 주요 경유지
전라남도
- 여수시 (율촌면) - 순천시 (해룡면)

## 노선
| 이름                | 접속 노선     | 소재지        | 소재지        | 비고          |
| 서부로와 직결       | 서부로와 직결 | 서부로와 직결 | 서부로와 직결 | 서부로와 직결 |
| ------------------- | ------------- | ------------- | ------------- | ------------- |
| 율촌면 상봉리교차로 | 서부로        | 여수시        | 율촌면        |               |
| 두봉교              |               | 여수시        | 율촌면        |               |
|                     | 순천시        | 해룡면        |               |               |
| 용두재              | 순천시        | 해룡면        |               |               |
| 월전사거리          | 순천시        | 해룡면        | 여순로        |               |
| 해광로와 직결       |               |               |               |               |

## 주요 건물 및 시설
- 해룡초등학교 (해룡로 1119/월전리 389-1)
- 농협 순천농협하나로마트 해룡점 (해룡로 1129/월전리 404-2)